# 小国警察署 (山形県)
小国警察署（おぐにけいさつしょ）は、山形県警察が管轄する警察署の一つである。

## 管轄区域
- 西置賜郡小国町

## 所在地
- 山形県西置賜郡小国町大字小国小坂町1-49

## 沿革
- 2017年（平成29年）4月1日：東部駐在所廃止[1]

## 交番
- 署在地交番 - 西置賜郡小国町大字小国小坂町1丁目49番地（小国警察署内）

## 駐在所
- 南部駐在所 - 西置賜郡小国町大字玉川251-3
- 北部駐在所 - 西置賜郡小国町大字舟渡1282-2
- 沼沢駐在所 - 西置賜郡小国町大字沼沢502-3